# Siège de Gaza (332 av. J.-C.)
Pour les articles homonymes, voir Bataille de Gaza.
Campagnes d'Alexandre le Grand
Batailles
- Pélion
- Thèbes

- Granique
- Milet
- Halicarnasse
- Issos
- Tyr
- Gaza
- Gaugamèles
- Portes persiques

- Aornos
- Hydaspe

Le siège de Gaza est entrepris en 332 av. J.-C. par Alexandre le Grand alors en chemin vers l'Égypte. À cette époque, Gaza est une ville stratégique, au carrefour du Proche-Orient et de l'Égypte. Elle se dresse au sommet d'une colline, à environ 2 km de la côte, et est défendue par une haute muraille. Alexandre rencontre pendant deux mois une forte résistance sous la conduite de Bétis, un gouverneur perse, qui commande des contingents perses et arabes. Alexandre conquiert finalement la ville à l'aide des engins de siège utilisés à Tyr ; l'ensemble des défenseurs sont tués, les femmes et les enfants vendus comme esclaves.

## Importance stratégique de Gaza
Gaza est connue depuis l'époque pharaonique comme un point névralgique du commerce levantin. La ville est bâtie sur un tell dominant les plaines du sud de la Palestine. Le nom de Gaza découle d'ailleurs de la racine cananéenne Ġazzā, la « forte » ou « forteresse ». La forteresse de Gaza se dresse à 2 km de la côte sur une éminence à la lisière d'un désert, d'où il est aisé de contrôler les environs ainsi que la route principale reliant la Syrie à l'Égypte qu'Alexandre le Grand cherche à atteindre. Ses murailles sont hautes de 18 m. La ville est traditionnellement utilisée pour contrôler la région environnante, qui à cette époque est un foyer de dissidence à l'encontre des Perses. Gaza représente le dernier espoir pour les Perses de conserver un accès à la côte levantine et d'empêcher les Gréco-Macédoniens d'entrer en Égypte. Son importance militaire tient donc autant à sa position géographique qu'à ses puissantes fortifications. 
Le gouverneur de la place est Bétis (ou Batis), un eunuque perse, qui a reçu son commandement de Darius III. Bétis refuse de se rendre à Alexandre, certain de pouvoir résister grâce aux remparts et à une défense acharnée, et approvisionne Gaza afin de pouvoir supporter un long siège. 

## Déroulement des opérations
À son arrivée à Gaza en octobre 332 av. J.-C., Alexandre campe près du côté sud de la ville car il considère que les remparts de ce côté-là sont les plus fragiles. Il ordonne la construction d'un remblai car la position de Gaza sur une colline empêche les Macédoniens d'utiliser directement leurs engins de siège contre les murailles. Une fois cette opération terminée, les Macédoniens commencent à utiliser des béliers contre les murs. Pour empêcher que les murs soient percés, les assiégés effectuent une sortie précipitée. Seule l'intervention d'Alexandre empêche la perte des engins de siège et la destruction du remblai. Au cours de ce combat, Alexandre est blessé d'un trait de flêche à l'épaule. Après cette attaque, un mercenaire arabe feint de se rendre : Alexandre le fait ramener au camp mais, une fois seul, le mercenaire tente de tuer Alexandre, qui est légèrement blessé, avant que le mercenaire ne soit tué.
Après ce revers, Alexandre ordonne à Héphaistion d'amener les engins de siège utilisés lors du siège de Tyr grâce à vingt navires athéniens. En outre, les Macédoniens construisent des remparts pour encercler toute la forteresse de Gaza. Attaquant simultanément depuis plusieurs points, les Macédoniens parviennent à ouvrir trois brèches dans les murs et à lancer des attaques à travers elles. Les défenseurs repoussent les premières attaques, mais la situation devient intenable car les hypaspistes sont parvenus à ouvrir les portes de la ville. Les défenseurs sont finalement vaincus par les Macédoniens. Bétis, bien que blessé, refuse de se rendre. Philotas et Léonnatos le capturent et le conduisent devant Alexandre.

## Conséquences du siège
Après la prise de la ville, tous les hommes adultes sont exécutés, tandis que les femmes et les enfants survivants sont vendus comme esclaves. Alexandre s'empare également d'un énorme butin, composé surtout d'aromates. Alexandre fait supplicier Bétis à l'image du traitement réservé à Hector par Achille. Cet épisode est rapporté par Arrien et Quinte-Curce, bien que l'historicité de cet épisode soit discutée : ses talons sont percés et une corde est passée entre son talon et son tendon d'Achille, dont l'autre extrémité est attachée à un char. Bétis est traîné le long des murs de Gaza jusqu'à que mort s'en suivre. Ce supplice est probablement dû au refus de Bétis de se soumettre à lui, même après sa défaite : après la bataille, capturé et amené devant Alexandre, ce dernier lui adresse la parole et Bétis refuse de répondre, se contentant de lancer un regard provocateur ; ce qui provoque la colère d'Alexandre. 
La ville de Gaza est presque entièrement détruite à la suite du siège et complètement abandonnée peu de temps après.
Avec la prise de Gaza, Alexandre s'ouvre la voie de l'Égypte : il atteint Péluse après sept jours de marche en décembre 332. 

## Sources antiques
- Arrien, Anabase [lire en ligne], II, 27-28.
- Diodore de Sicile, Bibliothèque historique [détail des éditions] [lire en ligne], XVII, 48.
- Justin, Abrégé des Histoires philippiques de Trogue Pompée [détail des éditions] [lire en ligne], XI, 10.
- Quinte-Curce, L'Histoire d'Alexandre le Grand [lire en ligne], IV, 6-7.